# United Sports Training Center
Le United Sports Training Center, souvent appelé par ses initiales USTC, est un complexe omnisports situé à Downingtown en Pennsylvanie, aux États-Unis.
La partie extérieure du USTC (le stade) forme le domicile du Philadelphia Barrage, une équipe professionnelle de crosse. Cette partie peut asseoir 1 200 spectateurs. La partie couverte du USTC (la salle), qui a une capacité de 600 places, est utilisée par les ligues amateures et récréationnelles.